# Rotholz

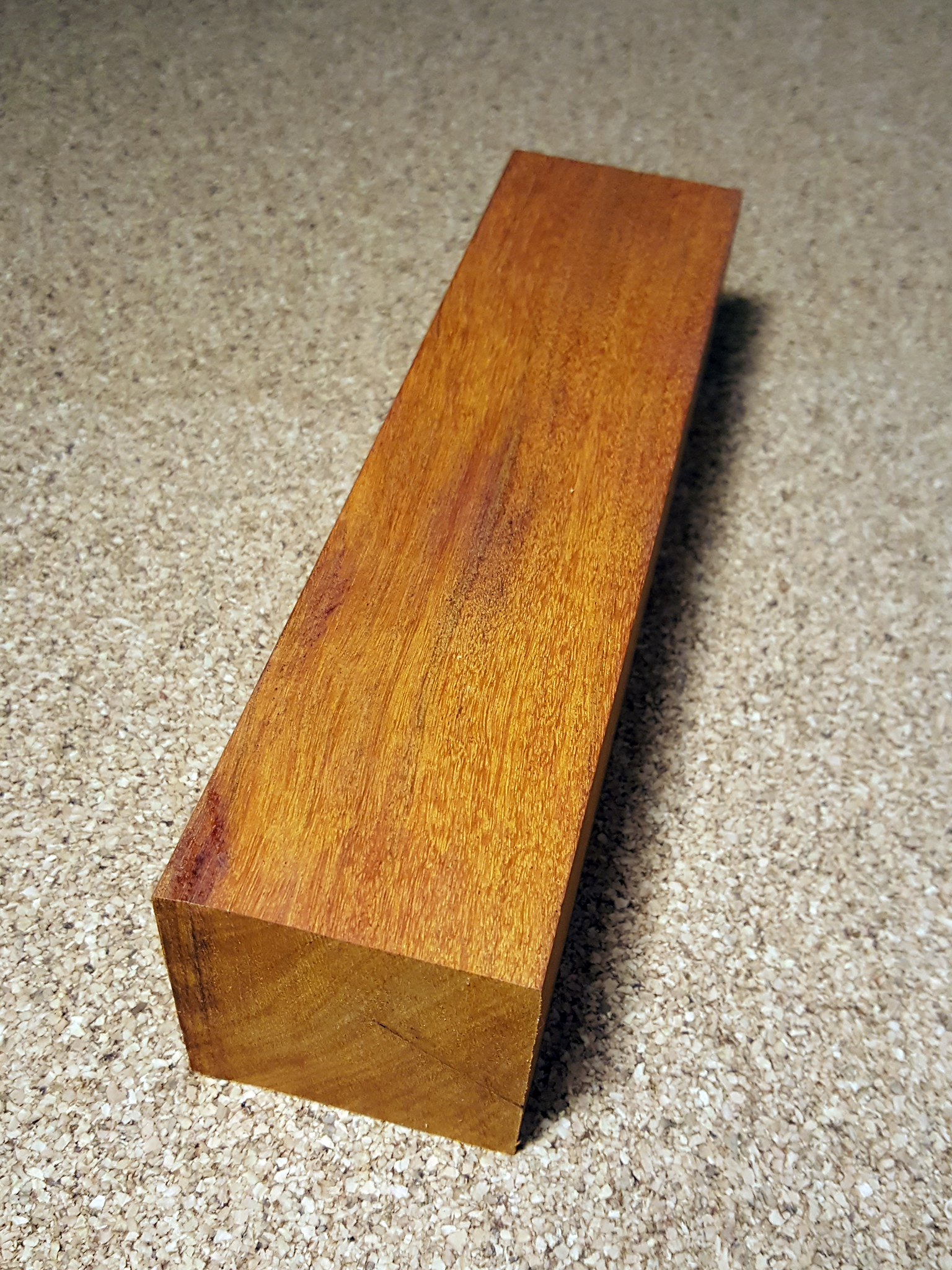
Brasilholz Paubrasilia echinata

Als Rotholz oder auch Brasilholz werden roten Farbstoff (Brasilin, Santalin u. a.) liefernde Baumarten mit rötlichem Kernholz bezeichnet, hauptsächlich aus den Baumarten der Gattung (Caesalpina spp.) Caesalpinien. Der Ausdruck wird auch für andere Tropenhölzer verwendet.

## Etymologie
Die Bezeichnung Brasilholz stammt aus dem Mittellatein (p)bre(a)silium auch (p)bre(a)xilium auch später versinum, verxilium (daraus verzino) und Altfranzösischen bresil und später dem Mittelenglischen brasil (zerbröckeln, abschneiden; Färben mit zerkleinertem Holz) oder dem Altfranzösischen, Deutschen brese, sowie dem portugiesischen Wort „brasa“, was so viel heißt wie glühende Kohle, Feuerglut, Glutholz. Später im Mittelhochdeutsch prisin, prisilje, dann im Mittelniederdeutsch (p)brizilien, (p)bresilien für Rotholz, roten Farbstoff, Rotfärben.
Die Portugiesen verwendeten später die alte Bezeichnung zur Namengebung von Brasilien (Terra do Brasil), aufgrund des großen Bestands an Brasil-Holz (portugiesisch pau). Sie nannten es „pau brasil“ entweder zerbröckeltes Holz oder glühendes Holz.

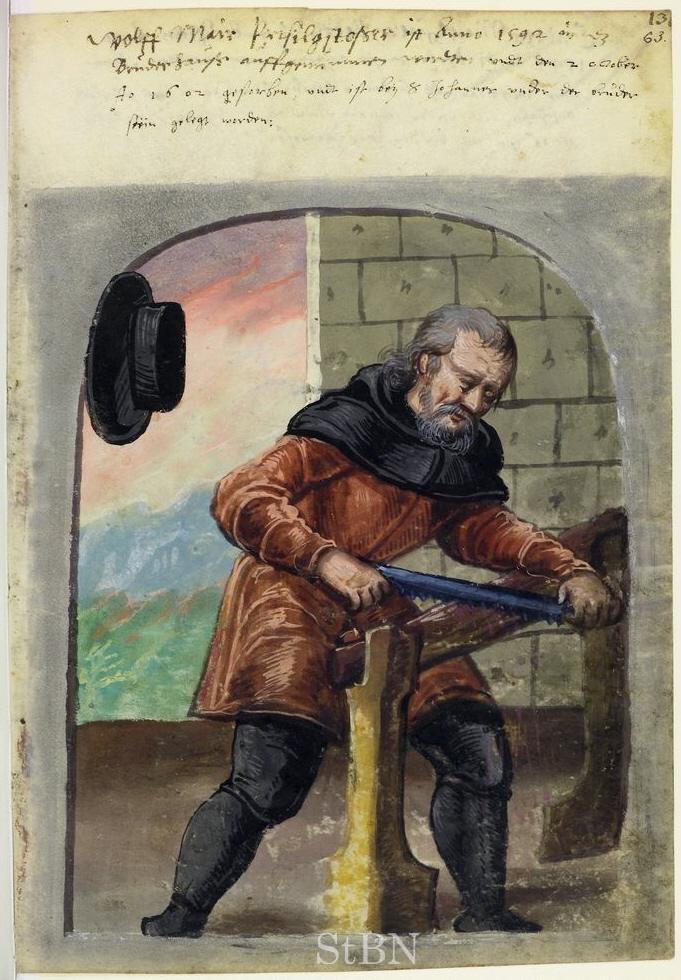
Brasilholzstoßer zerraspelt Rotholz, um den Farbstoff Brasilin zu gewinnen (Nürnberg 1592)

## Geschichte
Der Farbstoff Brasilin wurde wahrscheinlich schon im alten Peru von den Inka und im alten Mexiko von den Maya und Azteken verwendet. Auch Heraclius in seinem Werk De Coloribus et Artibus Romanorum erwähnt die Verwendung von Brasilholz zum Färben und zur Herstellung von Farblacken. Rotholz bzw. Rotholzlacke gelten als ein natürliches organisches Farbmittel in der abendländischen mittelalterlichen Buchmalerei.
Im Mittelalter vor der Entdeckung Amerikas kam das Rotholz vornehmlich über die Seidenstraße aus Ostindien. Dieser Handelsweg wurde um 1450 unterbrochen, da die Türken Konstantinopel eroberten. Die Verwendung von Rotholz war daher in diesem Zeitraum sehr eingeschränkt. Nach der Entdeckung Amerikas wurde das Rotholz von dort in großen Mengen importiert. Da die Färbungen mit Rotholz nicht lichtbeständig waren, wurde die Verwendung bald wieder eingeschränkt. Als Mitte des 19. Jh. die synthetischen Farbstoffe aufkamen, sank der Verbrauch massiv, er erlebte erst Anfang der 1970er Jahre einen erneuten Aufschwung durch die Hippiebewegung, die eine Rückkehr zur Natürlichkeit propagierte. Jedoch aufgrund der ökologischen Folgen durch die massive Abholzung der farbstoffliefernden Bäume, sowie deren teilweise Einstufung auf der Liste der gefährdeten Arten, wieder zurückging.

## Rotholzarten
Die Taxonomie der verschiedenen Holzarten, welche Brasilin liefern, ist in der Literatur oft verwirrend und falsch, die heutzutage anerkannten Gattungen sind:
| Bezeichnung / Farbstoff / Gattung | Verbreitung                                |
| --- | ------------------------------------------ |
| Santa-Marta-Holz oder Nicaraguaholz (Brasilin) Caesalpinia vesicaria L.                                                                                                 | Mittelamerika, Florida, Guyana             |
| Brasilholz, Bahiarotholz, Pernambukholz (auch Fernambukholz) (Brasilin) Paubrasilia echinata (Lam.) E.Gagnon, H.C.Lima & G.P.Lewis (Syn.: Caesalpinia echinata Lam.)    | Brasilien                                  |
| Sappanholz auch Ostindisches Rotholz oder Japanholz (Brasilin) Caesalpinia sappan L. Caesalpinia decapetala (Roth) Alston                                               | Südostasien, Australien, Polynesien Afrika |
| Brasilietteholz, Bahamarotholz oder Jamaikarotholz (Brasilin) Haematoxylum brasiletto H.Karst. Caesalpinia violacea (Mill.) Standl. (Syn.: Caesalpinia brasiliensis L.) | Mexiko, Mittelamerika                      |
| Erythroxylum spp. (Farbstoff aus der Rinde) Erythroxylum suberosum A.St.-Hil.                                                                                           | Mittelamerika, Brasilien                   |
| Sandelholz (Santalin) Pterocarpus santalinus L.f. | Ost-Indien, Ceylon, China                  |
| Padouk (Santalin) Pterocarpus spp. Pterocarpus soyauxii Taub. Pterocarpus angolensis DC.                                                                                | Westafrika                                 |
| Cambaholz (Santalin) Baphia nitida G.Lodd. | Westafrika                                 |

## Eigenschaften
Rotholz besteht aus dem vom Splintholz befreiten Stammholz (Kernholz), es wird entweder geraspelt oder zu Spänen verarbeitet.
Daraus wurden wichtige Farbstoffe gewonnen, das wasserunlösliche Santalin (von Pterocarpus spp., Baphia nitida) und das wasserlösliche Brasilin (von Caesalpina spp., Paubrasilia echinata, Haematoxylum brasiletto). Die Farbstoffe zählen zu den Flavonoiden. Durch Oxidation wird Brasilin in Brasilein (C16H12O5) umgewandelt und farbig, Santalin bedarf zur Färbung keiner Oxidation.

## Verwendung

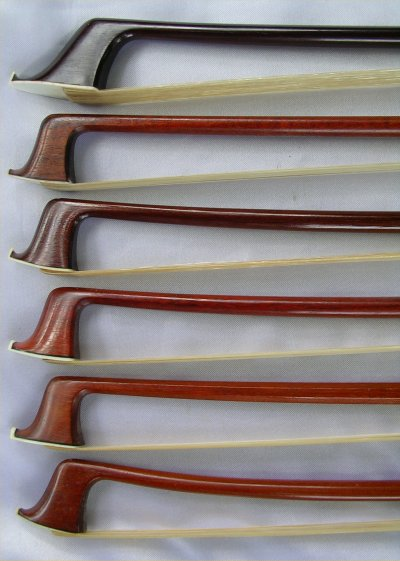
Violinenbögen aus Brasilholz

Die aus Rothölzern gewonnenen Farbstoffe dienen zum Färben von Textilien, das Holz wird als Edelholz (Intarsien, Marketerien, Möbel) und zum Drechselhölzern verwendet, sowie für Bögen für Streichinstrumente.
Bis Ende des 19. Jh. wurden die Farbstoffe auch zu Lacken verarbeitet. Die Farblacke haben unterschiedliche Bezeichnungen erhalten: Granatlack, Marronlack, Dahlialack, Cochenillerot (unecht, echtes Cochenille kommt von einer Blattlaus) oder Purpurlack (unecht, echter Purpur kommt von einer Meeresschnecke). Unterschiede zwischen den einzelnen Lacken finden sich in der verwendeten Rotholzart, der Beize und eventuellen Beimischungen von anderen organischen Farbstoffen. Die Rotholzlacke dienten in wässrigen Bindemitteln gelöst als Farben für Tapeten und Buntpapiere, wurden aber auch als Malerfarben oder Druckfarben verwendet. Der Florentiner Lack ist eine Mischung von Rotholz und Karmin; dieser Lack wurde in der Kosmetik eingesetzt für Gesichtscremes und Lippenstifte.